# Laguncularia
Genre
Classification phylogénétique
Laguncularia est un genre de plantes à fleurs de la famille des Combretaceae.
Il ne contient qu'une seule espèce, Laguncularia racemosa, qui est un arbre des mangroves trouvé sur les côtes de l'Afrique de l'Ouest, du Sénégal au Cameroun, sur les côtes atlantiques des Amériques, des Bermudes, de la Floride et des Bahamas, au Mexique, dans les Caraïbes, et vers le sud jusqu'au Brésil, et sur les côtes du Pacifique des Amériques, du Mexique jusqu'au nord-ouest du Pérou, en incluant les îles Galápagos.

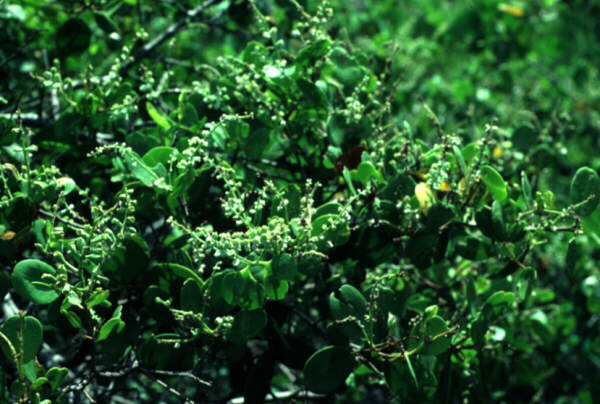
Laguncularia racemosa.